# JŽ řada 362

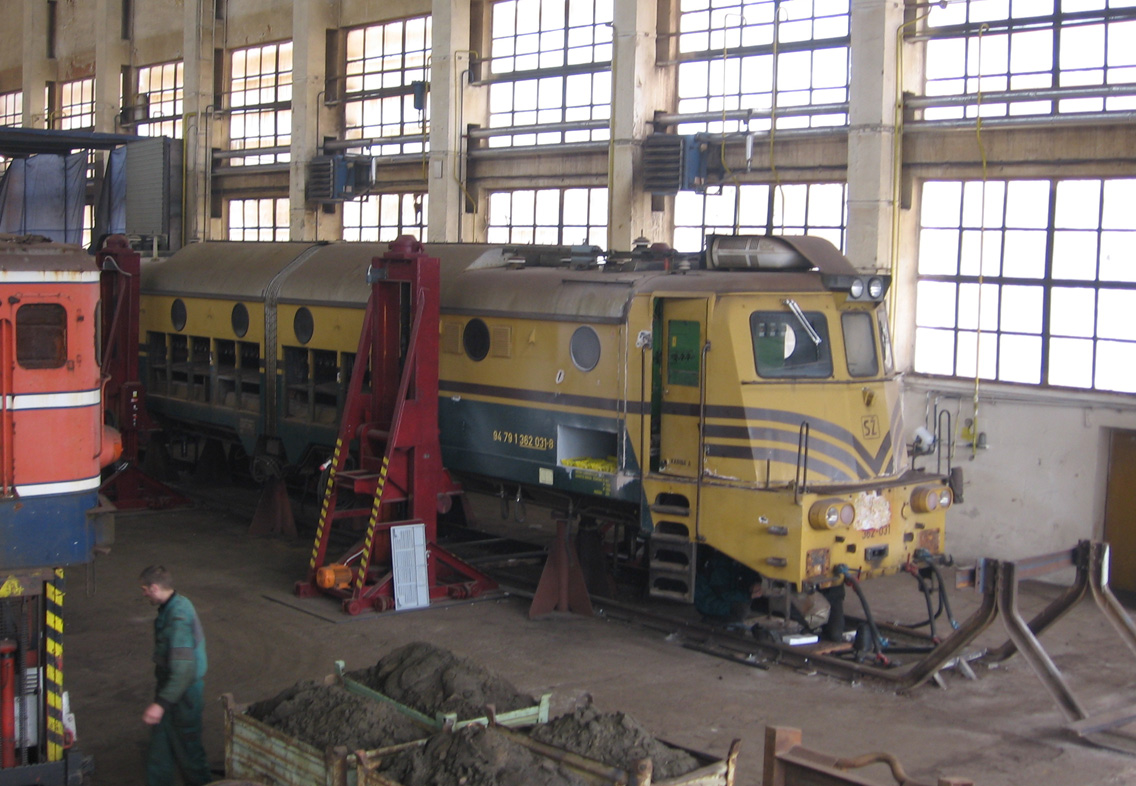
362.031 v Přerově

Slovinská lokomotiva řady 362, stejně jako chorvatská řada 1061 je šestinápravová třípodvozková kloubová elektrická lokomotiva s napájením 3 kV ss.

## Původ
Lokomotivy byly dodávány od počátku 60. let pro dopravu vlaků v hornatém terénu bývalé Jugoslávie. Jejich konstrukce je odvozená z italské řady E636 a částečně i E646 a byly darem italské vlády. Lokomotivy pro tehdejší jugoslávské železnice (JŽ) byly dodány ve dvou sériích:
- 362.001-040 : 40 lokomotiv postavených v letech 1960 - 1967, z toho 35 do roku 1964, v následujících dvou letech pouze 5 kusů v důsledku nerozhodnosti ohledně úprav 2. serie
- 362.101-110: 10 lokomotiv z roku 1968.

## Po rozdělení Jugoslávie
Po rozdělení Jugoslávie 32 lokomotiv převzaly HŽ a zbytek SŽ. V Chorvatsku byly provozovány pouze na trati Šapjane-Rijeka-Moravice, která však byla přestavěna a v listopadu a prosinci 2012 postupně přepnuta na systém 25 kV 50 Hz. Tímto skončil jejich provoz u Chorvatských železnic. Existovaly úvahy o rekonstrukci na střídavou trakci - dvě lokomotivy byly rekonstruovány a označeny řadou 1161, nicméně rekonstrukce nebyla zdařilá a rekonstruované lokomotivy již byly vyřazeny. U Slovinských železnic byly v červenci 2009 vyřazeny.

## Prodej FNM
Tři lokomotivy HŽ byly v roce 2003 prodány italskému dopravci FNM. Po rekonstrukci v TZV-Gredelj v Záhřebu byly přeznačeny na řadu E.660, resp. E.661, ale dosud nebyly nasazeny do provozu

## Řada 362 v Česku
Dvě slovinské lokomotivy (362.029 a 031) byly prodány firmě On-track a 10. 12. 2008 překročila lokomotiva 362.031 hranice České republiky. Od ledna 2009 se 362.031 nachází v areálu firmy On-track v Přerově, 029 zůstala v ústředních dílnách SŽ Lublaň Moste.

## Řada 362 na Slovensku
Soukromý slovenský dopravce Central Railways zakoupil dvě lokomotivy řady 362, které by měly být opraveny ve Slovinsku a v březnu 2012 by měly přijet na Slovensko. Dopravce s nimi počítá pouze pro vnitrostátní nasazení.

## Konstrukce
Jedná se o dvojdílné kloubové lokomotivy. Jejich skříně jsou neseny trojicí dvounápravových podvozků. Jsou poháněny šesti motory o výkonu 440 kW, resp. u 2. serie 472,5 kW. Regulace odporová. Motory je možno řadit do skupin s šesti, třemi a dvěma motory v sérii. Na 1. serii jsou použity dva kompresory La TA 241 firmy Westinghouse, baterie 42 V dobíjená dynamem o výkonu 2,83 kW s proudem 68 A, poháněným motorem ventilátoru - model "Marelli/Končar".
Na 2. serii jsou ventilátory s asynchronními motory napájeny sítí 3x 380 V z alternátoru.
Na obou sériích je použita elektrodynamická odporová brzda stejného typu, jako zkušební vzorek na lokomotivě E636.082.